# Société Autoroute du Brenner
La société Autostrada del Brennero S.p.A. ou Autobrennero S.p.A., est une société privée italienne, détenue par des collectivités territoriales publiques, opérant dans le secteur de la gestion de concessions d'autoroutes. Elle est notamment concessionnaire :
- autoroute A22 du Brenner .
- Autostrada Campogalliano Sassuolo S.p.A.
- ARC S.p.A.

## Histoire
Le 25 mars 1957, six pays européens, l’Allemagne, la Belgique, la France, l’Italie, le Luxembourg et les Pays-Bas signent à Rome le traité qui crée la Communauté Économique Européenne - CEE qui entre en vigueur le 14 janvier 1958. Cette nouvelle Communauté (Marché commun) va rapidement devenir un facteur de renforcement économique pour les Etats membres. Prévoyant l'évolution rapide des échanges entre l'Italie et les pays situés plus au nord (Autriche, Allemagne etc..) le gouvernement italien décide de créer, en complément de la voie ferrée existante, un axe routier de communication rapide qui puisse absorber le flux de circulation, en soulageant la route nationale SS.12.
Le traité créant le "Marché Commun" impliquait une union douanière entre les Etats membres, avec l’élimination des droits de douane et des contingents pour les marchandises échangées, ainsi que l’établissement d’une politique commerciale et d’un tarif douanier commun à l’égard des Etats tiers. Une période de transition de 12 ans était instaurée. Le Marché Commun étant fondé sur le principe de la libre concurrence, le traité interdit les ententes entre entreprises, ainsi que toute aide d’Etat à une entreprise. Outre la libre circulation des marchandises, le Marché unique prévoit également "l’abolition, entre les Etats membres, des obstacles à la libre circulation des personnes, des services et des capitaux."
La société a été créée le 20 février 1959 à Trente et a obtenu la concession de l'ANAS pour la construction et la gestion de l'autoroute A22 du Brenner sur un tracé de 314 km, pour relier l'autoroute A1 "du soleil" Milan-Bologne-Rome-Naples à la frontière autrichienne du Brenner le 29 janvier 1963. 
La société va construire la totalité de l'autoroute (314 km) en à peine 10 ans. Le dernier tronçon a été ouvert à la circulation le 11 avril 1974. Elle comprend plus de 12 km de tunnels (30 unités), plus de 30 km de ponts et viaducs, 101 ouvrages dont celui de la vallée d'Isarco de 2 415 mètres à 50 mètres de hauteur, 252 km de routes déviées et reconstruites. Avec l'ouverture de l'A22, l'Italie devenait le 3e pays au monde avec le réseau d'autoroutes le plus étendu : 5 090 km. Le coût global s'est élevé à 243,72 milliards £ires (valeur 1974), soit 780 millions/km. 
(NDR : le principe de construction d'une autoroute, en Italie, par opposition au système français, ne suit pas l'altimétrie du terrain mais favorise une pente constante d'où, souvent, une succession de viaducs et de tunnels pour éviter les montées et descentes qui engendrent une surconsommation de carburant et une plus forte pollution)

### Caractéristiques novatrices
L'autoroute A22 du Brenner traverse nombre de localités sur les 314 km de son tracé. Pour rendre l'énorme flux du trafic essentiellement composé de poids lourds, la société concessionnaire s'est efforcée de protéger les habitations en construisant des barrières anti-bruit. Elle a mis au point, dès 2009, une barrière physique anti-bruit qui est aussi support de panneaux photovoltaïques. Cette nouveauté a été installée sur la commune d'Isera (Trente) sur 1 069 mètres de longueur et 5,6 de hauteur. Les 5 036 m2 de capteurs permettent de produire 721,5 kWp, soit 750 MWh par an, la consommation totale de 250 habitants. De même, l'utilisation d'enrobé de type ANAS phono-absorbant a réduit l'impact acoustique de 10 dB(a).
Cette autoroute est très fréquentée, 45 000 véhicules par jour en 2022, sur le parcours complet mais jusqu'à 195 300 véhicules par jour sur les tronçons les plus chargés dont 30% de poids lourds, en hausse de 13,62 % sur 2021. 

### Bornes de recharge électrique
L'autoroute A22 disposait, au 1er janvier 2023 de 13 stations proposant 76 bornes de recharge dont 5 ultra-rapides (180 kW).

### Poste hydrogène
Depuis 2014, l'autoroute A22 du Brenner dispose d'une station avec un poste de distribution d'hydrogène, à Bolzano sud/Firmian au Km 85,327.

## Actionnaires
- Région Trentin-Haut-Adige : 32,2893 %
- Province de Bolzano : 7,6265 %
- Province de Trente : 7,9326 %
- Province de Vérone : 5,5128 %
- Province de Mantoue : 3,1896 %
- Province de Modène : 4,2410 %
- Provine de Reggio Emilia : 2,1752 %
- Consortium des Transports de Reggio Emilia : 0,3258 %
- Commune de Bolzano : 4,2268 %
- Commune de Trente	: 4,2319 %
- Commune de Vérone : 5,5087 %
- Commune de Mantoue : 2,1159 %
- Chambre de Commerce de Bolzano : 0,8414 %
- Chambre de Commerce de Trente	: 0,3370 %
- Chambre de commerce de Vérone	: 1,6972 %
- Chambre de Commerce de Mantoue : 2,4970 %
  - PARTICIPATION TOTALE ORGANISMES PUBLICS : 84,7487 %
- Serenissima Partecipazioni SpA : 4,2327 %
- Società Italiana per Condotte d'Acqua SpA - Rome : 0,1000 %
- Banque BPM SpA : 1,9973 %
- CIS Srl : 7,8275 %
  - PARTICIPATION TOTALE AUTRES ACTIONNAIRES : 14,1575 %
- Autostrada del Brennero SpA (actions propres) : 1,0938 %
  - TOTAL : 100,0000 %